# Трифлуороцетна киселина
Трифлуороцетната киселина (ТФА) е органично съединение с химическа формула CF3CO2H. Тя е халоцетна киселина, при която трите водородни атома на ацетилната група са заместени с флуорни атоми. ТФА е безцветна течност с миризма, наподобяваща оцет. По-силна е от оцетната киселина поради високата електроотрицателност на флуорните атоми, което стабилизира конюгираната основа и отслабва връзката кислород – водород.

## Синтез
ТФА се произвежда индустриално чрез електрофлуориране на ацетилхлорид или оцетен анхидрид и последваща хидролиза на получения трифлуороацетил флуорид. Също така може да се синтезира чрез окисление на 1,1,1-трифлуоро-2,3,3-трихлоропропен.

## Приложения
ТФА се използва като прекурсор за много други флуорирани съединения и като реактив в органичния синтез поради своите свойства: летливост, разтворимост в органични разтворители и киселинност. Използва се също така и за отстраняване на защитни групи в синтеза на пептиди и в течна хроматография.

## Безопасност
Трифлуороцетната киселина е корозивна и силна киселина, която е вредна при вдишване, предизвиква тежки кожни изгаряния и е токсична за водните организми. Реакциите ѝ с основи и метали са силно екзотермични, а реакцията с литиев тетрахидридоалуминат(III) може да доведе до експлозия.

## Екологично въздействие
В природата ТФА може да се образува чрез фотоокисление на хладилния агент 1,1,1,2-тетрафлуороетан и други синтетични хладилни агенти. Разгражда се много бавно в околната среда и е установена като замърсител във водата, почвата, храните и човешкото тяло.